# Antynaturalizm
Antynaturalizm – kierunek w metodologii nauki przeciwstawiający się charakterystycznemu dla pozytywizmu naturalizmowi.
Antynaturalizm głosi postulat odmienności metod badań w naukach społecznych i humanistycznych od metod stosowanych na gruncie nauk przyrodniczych, które zostały przejęte od nauk ścisłych.
Reprezentanci tego kierunku to (m.in.) Wilhelm Dilthey, Wilhelm Windelband, Heinrich Rickert, Max Weber czy Clifford Geertz.

## Antynaturalizm (psychologia)
Spór między naturalizmem a antynaturalizmem na gruncie psychologii przyjmuje formę kontrowersji rozumienie – wyjaśnianie. Ognisko konfliktu stanowi nastawienie wobec przedmiotu badania, jakim jest człowiek. Zasadnicze jest tu pytanie: czy zachowanie człowieka należy wyjaśniać w kategoriach przyczynowo-skutkowych, czy raczej rozumieć – pytać o jego sens. Antynaturalistycznie zorientowani psychologowie zarzucają naturalistom m.in. redukcjonizm (epistemologiczny i ontologiczny). W praktyce badawczej spór ma odbicie w preferencji metod ilościowych (naturalizm), bądź jakościowych (antynaturalizm).